# Alireza Heidari
Alireza Heidari, född den 4 mars 1976 i Teheran, Iran, är en iransk brottare som tog OS-brons i tungviktsbrottning i fristilsklassen 2004 i Aten. 